# Joseph Alsop
Joseph Wright Alsop V (10 de octubre de 1910 - 28 de agosto de 1989) fue un periodista y columnista estadounidense desde la década de 1930 hasta la de 1970. Fue un periodista influyente y una figura destacada en Washington desde 1945 hasta finales de la década de 1960, a menudo en colaboración con su hermano Stewart Alsop. También trabajó como agente encubierto de la Agencia Central de Inteligencia (CIA).

## Biografía
Alsop nació el 10 de octubre de 1910 en Avon, Connecticut, hijo de Joseph Wright Alsop IV (1876-1953) y Corinne Douglas Robinson (1886-1971). A través de su madre, estaba emparentado con los presidentes Theodore Roosevelt y James Monroe. Ambos padres de Alsop militaban en el partido republicano. Su padre trató de ser gobernador varias veces, su madre fundó la Liga de Mujeres Republicanas de Connecticut en 1917, y ambos sirvieron en la Asamblea General de Connecticut, al igual que su hermano menor John deKoven Alsop.
Alsop se graduó en la Groton School, un internado privado en Groton, Massachusetts, en 1928, y de la Universidad de Harvard en 1932. Escribió para The Harvard Crimson durante su estancia en Harvard.

## Carrera de periodismo
Tras la universidad, Alsop se convirtió en reportero, una carrera inusual para alguien con un título de una universidad de la Ivy League. Comenzó su carrera en el New York Herald Tribune y rápidamente se ganó una reputación sustancial como periodista, en particular por su exhaustivo reportaje sobre el juicio de Bruno Hauptmann en 1934.
Debido a sus vínculos familiares con los Roosevelt, Alsop pronto estableció buenas conexiones en el Washington de Franklin Roosevelt. En 1936, The Saturday Evening Post le había contratado para escribir sobre política con su colega periodista Turner Catledge. Dos años más tarde, la North American Newspaper Alliance (NANA) contrató a Alsop y a Robert E. Kintner para que escribieran una columna de difusión nacional todos los días. Su primer libro, Los 168 días (1938), que cubre la fallida campaña de Roosevelt para ampliar la Corte Suprema, se convirtió en un éxito de ventas. En 1940, Alsop y Kintner pasaron de NANA al New York Herald Tribune.
En 1941, cuando quedó claro que Estados Unidos pronto entraría en la Segunda Guerra Mundial, Alsop y Kintner suspendieron su columna y se ofrecieron como voluntarios para las fuerzas armadas. Alsop ingresó en la Marina de los EE. UU. y utilizó sus conexiones políticas para ser asignado como Historiador del Estado Mayor del Grupo de Voluntarios Estadounidenses de Claire Lee Chennault, más tarde conocido como los Tigres Voladores, mientras el grupo se entrenaba en Toungoo, Birmania. Mientras estaba en una misión de suministro a Chennault a finales del otoño de 1941, se encontró atrapado en la Batalla de Hong Kong el 7 de diciembre. Al no poder conseguir un pasaje para salir de la ciudad, Alsop fue finalmente detenido como extranjero enemigo e internado en Hong Kong por el Ejército Imperial Japonés. Pasados seis meses, fue repatriado a través de un intercambio de prisioneros como periodista, pero en realidad había sido un combatiente, hecho que logró ocultar vistiéndose de civil y con la ayuda de amigos. Regresó a Estados Unidos en el transatlántico neutral Gripsholm. Retornó a China como administrador civil del Programa de Préstamo y Arriendo en el otoño de 1942, asignado a la capital en tiempos de guerra de la China Libre, Chongqing. Finalmente se reunió con Chennault en Kunming, China, y sirvió con él durante los meses restantes de la guerra.
Después de la guerra, Alsop reanudó su carrera periodística y trabajó con su hermano Stewart para redactar un artículo tres veces por semana, llamado "Matter of Fact", para el Herald Tribune. El uso de la palabra "hecho" reflejaba el orgullo de Alsop por redactar una columna basada en informes, en lugar de los artículos de opinión de muchos otros columnistas. Los hermanos Alsop operaban según una regla fundamental: cada columna debía incluir siempre al menos una nueva pieza de información. Stewart permaneció en Washington para cubrir la política interna, y Joseph viajó por el mundo cubriendo asuntos exteriores. A finales de 1955, su columna había alcanzado una audiencia de 25 millones de lectores en doscientos periódicos de todo el país. Alsop también ayudó a la Agencia Central de Inteligencia (CIA) en sus actividades de recopilación de inteligencia, utilizando su condición de corresponsal extranjero como cobertura. En 1953, Alsop cubrió las elecciones generales de Filipinas a petición de la CIA.
La sociedad de los hermanos Alsop duró desde 1945 hasta 1958. Joseph se convirtió en el único escritor de "Matter of Fact" y se trasladó a The Washington Post hasta su jubilación en 1974. Los Alsop alguna vez se describieron a sí mismos como "republicanos por herencia y registro, y... conservadores por convicción política". Sin embargo, a pesar de su identidad como republicano conservador, Alsop fue uno de los primeros partidarios de las ambiciones presidenciales del demócrata John F. Kennedy. Alsop asistió a la Convención Demócrata de Los Ángeles en julio de 1960, donde junto con Phil Graham convenció a JFK para que nombrara a Lyndon B. Johnson como su compañero en la carrera presidencial. Se convirtió en un amigo cercano y asesor influyente de Kennedy después de su elección, en noviembre de 1960. Además, "aunque Stewart era más liberal que Joseph, él sin embargo, los caracterizó a ambos como " liberales del New Deal ".[cita requerida]
Joseph Alsop fue un firme defensor de la participación de Estados Unidos en la guerra de Vietnam y, en su columna, abogó firmemente por la escalada. Su propósito periodístico ha sido descrito a menudo como "no ilustrar sino lograr un efecto ". Su acceso privilegiado a la élite de Washington le garantizó abundante información confidencial, revelada principalmente en las cenas de la "sede de Georgetown". Alsop era particularmente hábil en jugar con las vulnerabilidades políticas de Johnson para presionarlo a profundizar el compromiso estadounidense en Indochina. Quería provocar al presidente para que actuara mientras le advertía sobre el impacto que una derrota tendría sobre la credibilidad estadounidense, atacó la hombría de Johnson acusándolo de debilidad y lo comparó con Kennedy. Convencido de que los escritos de Alsop limitaban su maniobrabilidad en Vietnam, Johnson llegó a resentir las constantes demandas de Alsop de guerra y las críticas a su política.
En 1963, fue el primero en hacer público el "caso Maneli", revelando en una columna titulada "Cosas muy feas" que Mieczysław Maneli, el Comisionado polaco ante la Comisión de Control Internacional, se había reunido dos veces con Ngô Đình Nhu, el hermano menor y mano derecha del presidente Ngô Đình Diệm de Vietnam del Sur. Maneli había llegado con una oferta para que Vietnam del Sur fuera neutral en la Guerra Fría y para una federación con Vietnam del Norte. Alsop había visitado Saigón, donde Nhu le filtró la reunión. Alsop escribió: "Los hechos apuntan con demasiada claridad a una intriga francesa... para derrotar la política estadounidense [en Vietnam del Sur]".
La fijación de Alsop con Vietnam provocó que sus escritos no informaran sobre otros asuntos contemporáneos. Joseph Alsop no informó sobre el Movimiento de Liberación de la Mujer ni sobre los acontecimientos del movimiento por los Derechos Civiles, en particular el asesinato de Martin Luther King Jr. en 1968. En 1966, Alsop quedó aislado del cuerpo de prensa de Washington mientras el público estadounidense se volvía contra la guerra. Incluso cuando la popularidad de su columna disminuyó y él perdió amistades cercanas, la actitud agresiva de Alsop se mantuvo inquebrantable hasta el final de la guerra de Vietnam.

## Datos biográficos
En 1961, se casó con Susan Mary Jay Patten, hija del diplomático Peter Augustus Jay, descendiente de John Jay, y viuda de William Patten, diplomático estadounidense que era amigo de Alsop. A través de este matrimonio tuvo dos hijastros, William y Anne. La pareja se divorció en 1978.
Alsop, un famoso conocedor y coleccionista de arte, dictó seis conferencias en la Galería Nacional de Arte de Washington sobre la historia del coleccionismo de arte en el verano de 1978.
Estaba trabajando en sus memorias cuando murió en su casa de Georgetown de Washington D. C., el 28 de agosto de 1989. Está enterrado en el cementerio Indian Hill, Middletown, Connecticut. Las memorias se publicaron póstumamente con el título "He visto lo mejor de esto" .

### Sexualidad
Alsop mantuvo su homosexualidad oculta durante toda su vida. Richard Helms lo llamó "un homosexual escrupulosamente oculto". Durante su servicio en la Segunda Guerra Mundial, informó al Jefe del Estado Mayor del Ejército, George C. Marshall, que había contraído sífilis a raíz de sus encuentros sexuales, pero Marshall se negó a pasarle la información al presidente Franklin D. Roosevelt debido a la relación de Alsop con la familia Roosevelt. Sin embargo, el senador Joseph McCarthy insinuó que Alsop era homosexual durante una disputa con The Saturday Evening Post sobre la cobertura de su campaña para eliminar a los homosexuales del empleo gubernamental. Cuando McCarthy insinuó que Alsop no era "ni saludable ni normal", un editor del Post lo defendió: "Conozco bien a Alsop y sé que es un hombre de gran carácter, con gran coraje e integridad".
A principios de 1957, el KGB hizo fotografías de Alsop en una habitación de un hotel de Moscú mientras mantenía relaciones sexuales con otro hombre, agente de la Unión Soviética. Alsop no se dejó chantajear por los soviéticos y, en cambio, escribió "un relato detallado sobre el incidente y una historia narrativa relevante de su vida sexual". Se ha descrito este documento como "repleto de revelaciones sobre la vida sexual de Alsop en varios continentes", incluyendo un informe de que uno de sus amantes fue Arthur H. Vandenberg Jr., quien había renunciado como secretario de nombramientos de Dwight Eisenhower en 1953. Sus relatos, entregados a un amigo en la CIA, llegaron rápidamente al FBI, lo que permitió a J. Edgar Hoover difundir la información a través de la administración de Eisenhower, muchos de cuyos miembros habían librado duras batallas con Alsop.
Hoover le habló a Lyndon B. Johnson sobre el incidente de Moscú en 1964, y Johnson a su vez le contó al Secretario de Defensa Robert S. McNamara sobre el archivo del FBI sobre Alsop. En 1965, Alsop se quejó ante sus amigos de que Johnson había intervenido su teléfono, lo que enfureció a Johnson, que creía que había protegido a Alsop de los ataques de McCarthy. Alsop también le dijo lo mismo al secretario de prensa de la Casa Blanca, Bill Moyers, que creía que la administración estaba interviniendo su teléfono y difundiendo chismes sobre su vida personal, todo ello tratando de detener las filtraciones. Cuando Moyers informó de tales alegaciones, Johnson ordenó al fiscal general Nicholas Katzenbach que se asegurara de que no se realizara ninguna intervención telefónica y señaló que nunca la había ordenado: "Soy tan inocente de esto como de asesinar a su esposa", le dijo a Katzenbach. 
En la década de 1970, los soviéticos enviaron las fotografías de Alsop a destacados periodistas estadounidenses sin que llegaran a publicase. Alsop consideró hacer pública su homosexualidad para poner fin al acoso, pero finalmente decidió no hacerlo.

## Reconocimientos
En la novela de Gore Vidal Washington, DC (1967), el personaje de un periodista gay está vagamente basado en Alsop.
La vida de Alsop fue dramatizada en una obra de David Auburn, The Columnist, que fue estrenada en Broadway del 25 de abril al 8 de julio de 2012, y trataba sobre las relaciones entre su política, su periodismo y su sexualidad. Su papel fue interpretado por John Lithgow en la producción original.

## Publicaciones
Política
- Joseph Alsop; Turner Catledge (1938). The 168 Days. Doubleday, Doran & Co.
- Joseph Alsop; Robert Kintner (1939). Men Around the President. Doubleday, Doran & Co.
- Joseph Alsop; Robert Kintner (1940). American White Paper: The Story of American Diplomacy and the Second World War. Simon & Schuster.
- Joseph Alsop; Stewart Alsop (1954). We Accuse! The Story of the Miscarriage of American Justice in the Case of J. Robert Oppenheimer. Simon and Schuster.
- Joseph Alsop; Stewart Alsop (1958). The Reporter's Trade. Reynal and Co.
- Joseph Alsop (1982). FDR, 1882–1945: A Centenary Remembrance. Thorndike Press.

Memorias
- Joseph Alsop; Adam Platt (1992). "I've Seen the Best of It": Memoirs. W. W. Norton & Co. ISBN 978-0393029178.

Arte
- Joseph Alsop (1964). From the Silent Earth: A Report on the Greek Bronze Age. Harper & Row.
- Joseph Alsop (1982). The Rare Art Traditions: The History of Art Collecting and Its Linked Phenomena Wherever These Have Appeared. Harper & Row.

## Lectura adicional
- Herken, Gregg (2014). The Georgetown Set: Friends and Rivals in Cold War Washington. Knopf. ISBN 978-0307271181.
- Gnoinska, Margaret (March 2005). «Poland and Vietnam, 1963: New Evidence on Secret Communist Diplomacy and the "Maneli Affair». Cold War International History Project 45.
- Yoder, Jr., Edwin M. (1995). Joe Alsop's Cold War: A Study of Journalistic Influence and Intrigue. Chapel Hill, N.C.: University of North Carolina Press.